# NEC µPD7220

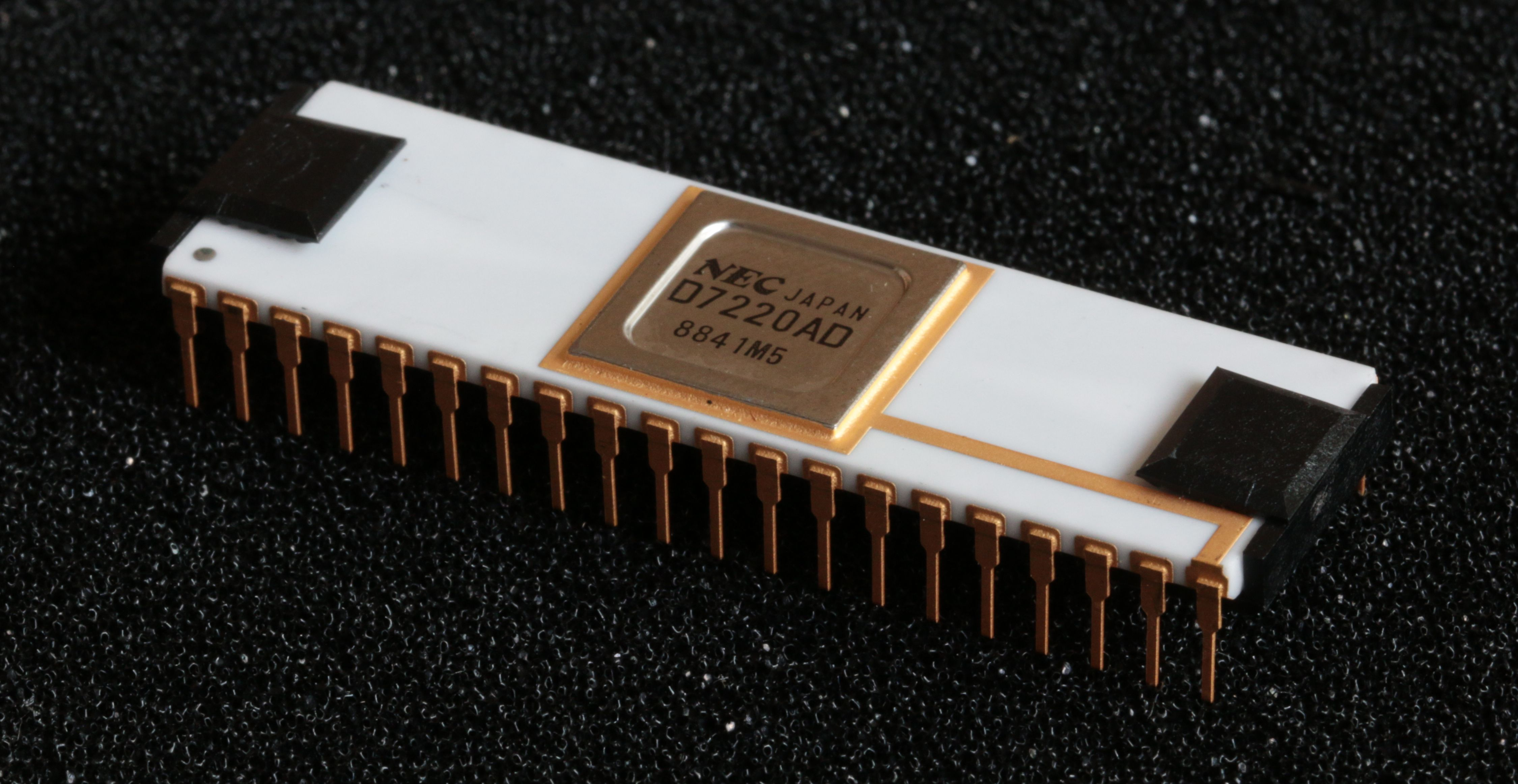
NEC µPD7220

Blockdiagramm

Der NEC µPD7220 bzw. Graphics Display Controller (GDC) 7220 oder auch kurz NEC 7220 ist ein Grafikcontroller.

## Hintergrund
Der GDC erschien 1982 und wurde von NEC entwickelt. Der Chip kam u. a. im NEC PC-9801, DEC Rainbow 100 sowie in vielen anderen Computern zum Einsatz. Der Entwickler war erpicht, die Produktionskosten gering und trotzdem einen leistungsfähigen Chip zu erhalten. Die Fertigung erfolgte im damals modernen LSI-Standard.

## Technische Daten

Der Schaltkreis eines 7220-Modells

Der Grafikchip hatte folgende Eigenschaften vorzuweisen:
- DMA-Fähigkeiten
- eigene Speicherverwaltung
- eigener Befehlssatz (zum Zeichnen einfacher geometrischer Figuren wie Kreise, Kreisbögen, Rechtecke usw.)
- bis 256 KWorte (1 Wort = 16 Bit) Framebuffer ansprechbar
- max. Auflösung von 2048 × 2048 Pixel darstellbar
- Lightpen direkt anschließbar

Weiterhin können mehrere GDCs zusammengeschaltet (kaskadiert) werden, um z. B. die Farbtiefe zu erhöhen.

## Nachbauten

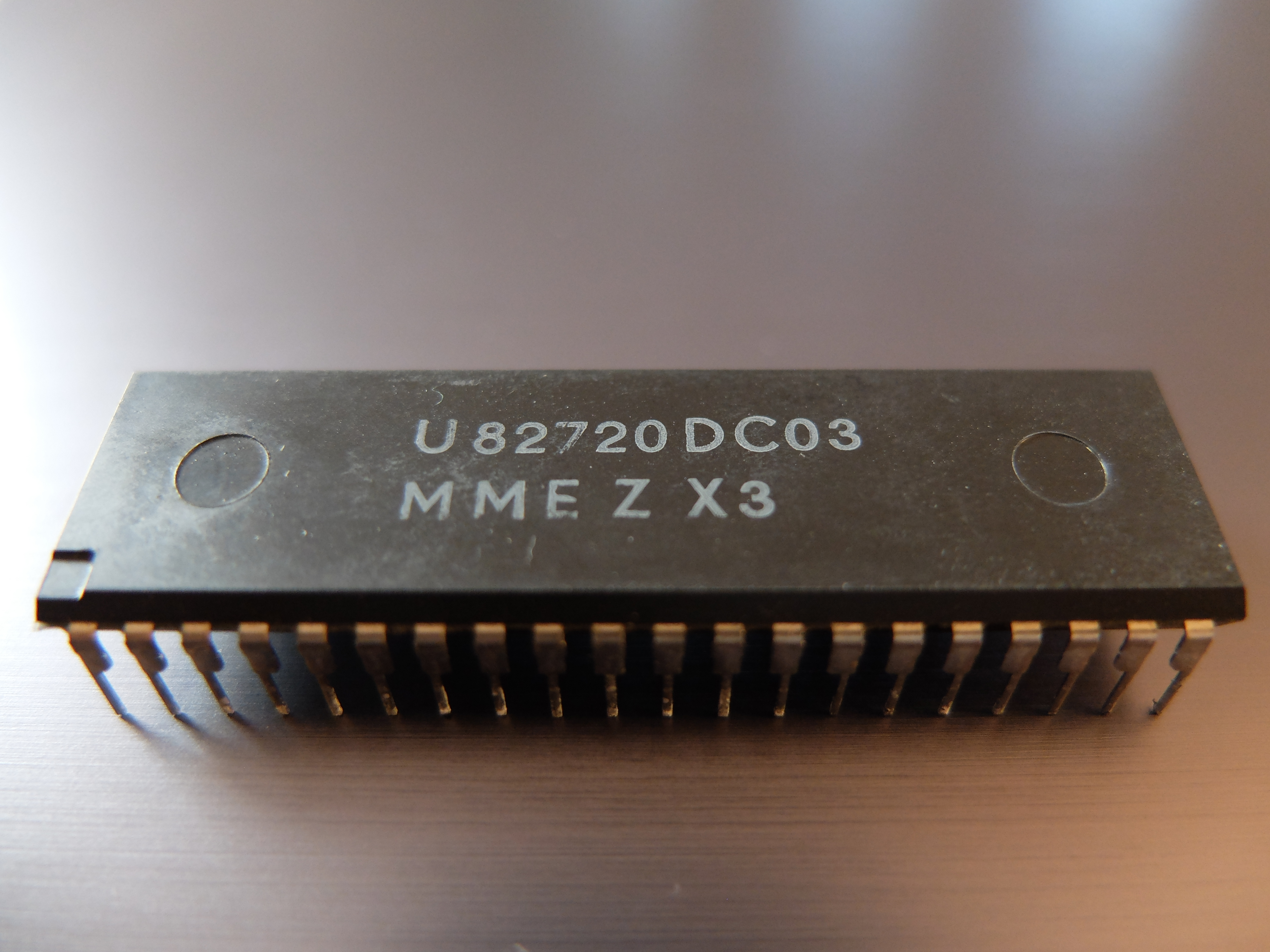
GDC U82720DC03

In der DDR wurde 1987 der Aufbau des NEC 7220 durch Reverse Engineering gewonnen und aufgrund der politischen Situation in Folge ohne Lizenzierung des Rechteinhabers als U82720 nachgebaut. Produziert wurde er im VEB Mikroelektronik „Karl Marx“ Erfurt (Kombinat Mikroelektronik). Er war vollständig kompatibel und kam u. a. im EC 1834 und Bildungscomputer robotron A 5105 zum Einsatz.